# Rozproszony system sterowania
Rozproszony system sterowania (DCS, ang. distributed control system) – pojęcie związane z automatyką przemysłową. Określa system odpowiadający za sterowanie i wizualizację procesu przemysłowego posiadający wspólną bazę danych dla sterowania i wizualizacji (w przeciwieństwie do systemu zbudowanego na bazie SCADA i PLC). Wspólna baza punktów (tagów) daje jednoznaczne określenie w systemie DCS. Oznacza to, że jeśli przypiszemy przetwornikowi ciśnienia nazwę 110_PT-321, będzie to jego unikatowa nazwa widziana zarówno w wizualizacji, jak i w oprogramowaniu aplikacyjnym, co więcej, niemożliwe będzie nazwanie w ten sposób innego punktu. Genezą powstania takich systemów było komputerowe „zarządzanie” pracą i nastawami regulatorów analogowych. Ponadto CPU sterowników DCS jest czasu rzeczywistego. Procesory cyklicznie wykonują program w czasie (scan time), co zapewnia wykonanie w czasie rzeczywistym wszystkich zaplanowanych operacji (program nie może się zawiesić, nawet jeśli programista popełni błąd).
Dodatkowe cechy DCS to:

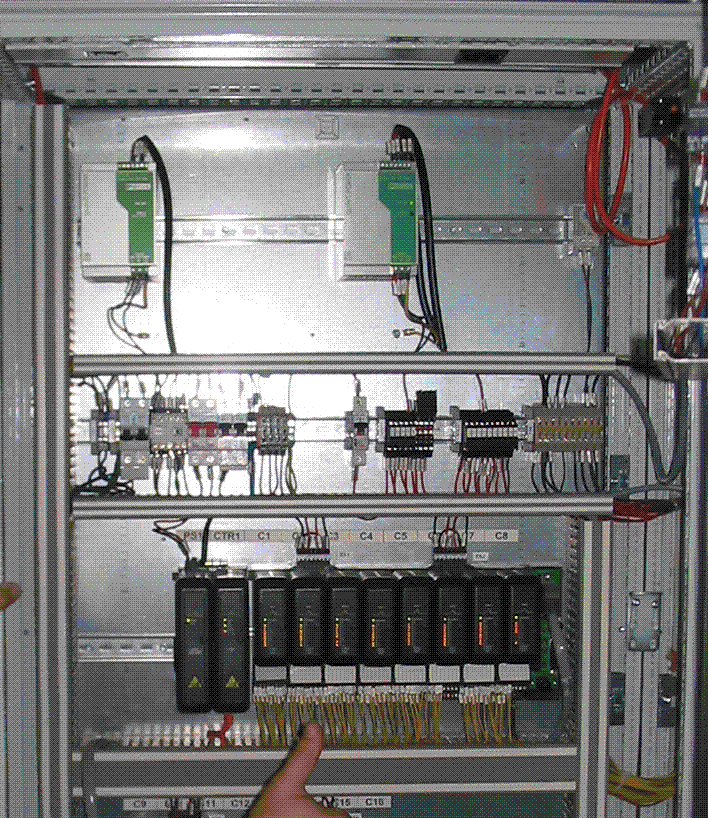
Fragment rozproszonego systemu sterowania DeltaV – stacja procesowa

- programowanie przy pomocy zdefiniowanych bloków funkcjonalnych
- przechowywanie aktualnej dokumentacji dla całego systemu na stacji inżynierskiej DCS
- archiwizacja zdarzeń, alarmów (nawet kilkuletnia)
- posiadanie redundantnych (nadmiarowych) elementów takich jak kontrolery, układy wejść-wyjść, stacje operatorskie
- możliwość załadowania i zmian w programie bez zatrzymywania systemu (procesu)
- możliwość wymiany hardware bez zatrzymywania systemu (procesu)
- sprawna obsługa bardzo dużych obiektów (>20000 I/O)
- możliwość równoczesnego programowania z kilku stacji inżynierskich
- możliwość podłączenia wszystkich typów urządzeń pomiarowych i wykonawczych o różnych standardach komunikacji (Foundation Fieldbus, Profibus, Modbus etc.)

## Powstanie i rozwój
Rozproszony system sterowania został wprowadzony po raz pierwszy w roku 1975 przez japońską firmę Yokogawa pod nazwą Centum i od tego momentu stał się faktycznym standardem w przemyśle rafineryjnym i chemicznym. W tym samym roku, kilka miesięcy później na rynku pojawił się równolegle stworzony system sterowania amerykańskiej firmy Honeywell.
Początkowo działanie systemów rozproszonych skupiało się na precyzyjnej regulacji (np. regulator PID) oraz archiwizacji.
Gwałtowny rozwój automatyki, elektroniki i komputeryzacji wymusił na DCS-ach kolejne funkcje, bez których nie wyobrażamy sobie ich pracy:
- automatyczny dobór nastaw regulatorów (np. AC800M, DeltaV Tune, Loop Scout czy Advant OCS)
- optymalizacja procesów technologicznych, oparta na sterowaniu zaawansowanym (ang. Advanced Process Control)
- elementy sterowania zaawansowanego jako proste bloki programowe, np.:
  - regulatory „rozmyte” (ang. fuzzy logic)
  - regulacja predykcyjna (ang. model predictive control, MPC)
  - regulatory adaptacyjne
- integracja z siecią informatyczną zakładu (MES → ERP) pozwalająca na generowanie raportów produkcyjnych, czy uzależnienie produkcji od stanów magazynowych itp. (na bazie mechanizmu OPC i Ethernetu)
- diagnostyka aparatury kontrolno-pomiarowej na bazie protokołów HART i Foundation Fieldbus, m.in. diagnostyka zaworów regulacyjnych (patrz ustawnik pozycyjny), np. AMS Inside, Yokogawa PRM
- sieci neuronowe
- pełna integracja z systemem blokadowym (niezależnym systemem zabezpieczeń), np. (Yokogawa Centum VP i Yokogawa ProSafe RS)
- zastosowanie protokołów cyfrowych takich jak HART, Foundation Fieldbus, Profibus, Modbus RTU, DeviceNet, ASI.
- generowanie raportów bezpośrednio do aplikacji biurowych, np. Excel lub do baz danych, np. MS SQL.

## Zastosowania
Rozproszone systemy sterowania znajdują obecnie szereg zastosowań przemysłowych we wszystkich gałęziach przemysłu, wszędzie tam (w odróżnieniu od większości zastosowań sterowników PLC), gdzie mamy do czynienia z procesami ciągłymi. Są to między innymi:
- chemia i rafinerie
- wytwarzanie energii
- przemysł papierniczy
- przemysł spożywczy
- przemysł szklarski
- hutnictwo
- cementownie
- wydobycie ropy i gazu

## Struktura systemu DCS
Uproszczoną strukturę systemu DCS przedstawia rysunek po prawej stronie.
Aparatura obiektowa, okablowanie, urządzenia wykonawcze (zawory, falowniki) podłączone są w ramach różnych obiektów do stacji procesowych. Stacje procesowe wyposażone w kontrolery i karty wejść wyjść współpracują z magistralą systemową, którą przesyłają informację do stacji operatorskich za pośrednictwem serwera. Funkcją serwera jest zarówno przekazywanie danych, jak i ich archiwizacja w postaci plików historycznych. W celu podwyższenia bezpieczeństwa procesu serwer powinien być redundantny. Jeżeli bardzo zależy nam na bezpieczeństwie i dostępności systemu w przypadku małych i średnich aplikacji (do 3000 we/wy), powinniśmy wybrać system z architekturą bezserwerową.
Za konfigurację systemu i nadzór oprogramowania wewnątrz kontrolerów odpowiada stacja inżynierska przechowująca zawsze aktualną dokumentację, umożliwiająca także inne funkcje, np. strojenie regulatorów. Jeśli stacje obiektowe wyposażone są w karty cyfrowe odczytujące informacje diagnostyczne (HART, Foundation Fieldbus), diagnostyka aparatury obiektowej może być prowadzona przez stację diagnostyczną, np. diagnostyka zaworów regulacyjnych. System komunikuje się ze światem zewnętrznym (siecią zakładową) przy pomocy kolejnego serwera. Zarówno magistrala procesowa, jak i magistrala systemowa są redundantne.

W przypadku systemów sterowania z architekturą bezserwerową (Centum, DeltaV, Metso DNA, Freelance, Symphony +) producenci konfigurują systemy tak, aby wszystkie stacje były równorzędne, a postój serwera nie wpływał na prowadzenie procesu. W takich rozwiązaniach za archiwizację danych i komunikację ze światem zewnętrznym odpowiadają specjalne komputery zwane stacjami aplikacyjnymi.

Niegdyś systemy DCS bazowały na Uniksie (Foxboro, PROCONTROL, Maestro UX) lub własnych systemach operacyjnych (Yokogawa), obecnie standardem oprogramowania systemowego jest Microsoft Windows, jednak niektóre ewoluowały używając obecnie systemu Linux (np. ABB PROCONTROL)
Nowymi trendami w architekturze DCS jest integracja z systemami telekontroli systemów elektroenergetycznych z wykorzystaniem protokołu IEC61850.

## Protokoły cyfrowe
W stosowanych protokołach cyfrowych widać obecnie dość duży rozwój DCS-ów. Protokoły Europejskie (Profibus, ASi) są rozwijane w znacznym stopniu przez Siemensa i ABB, natomiast Honeywell, Yokogawa czy Emerson stawiają na Foundation Fieldbus.
1. HART obecnie najpopularniejszy standard wejść i wyjść analogowych w DCS-ach. Pozwala na odczytywanie wartości podstawowej w standardzie prądowym 4-20 mA i wartości dodatkowych w standardzie cyfrowym. Umożliwia również diagnostykę aparatury pracującej w oparciu o protokół HART.
2. Foundation Fieldbus – protokół w pełni cyfrowy. Umożliwia łączenie jednym przewodem do 32 urządzeń. Poza informacją pomiarową protokół przesyła informacje dotyczące diagnostyki urządzeń, a także umożliwia aplikowanie pętli regulacji, np. PID w samych urządzeniach (ang. control in the field).
3. Profibus DP – Pierwotna wersja protokołu cyfrowego stosowana do łączenia urządzeń wykonawczych takich jak np. falowniki czy mniejsze urządzenia wykonawcze.
4. Profibus DPV1 – rozwinięcie protokołu DP.
5. Provibus DPV2 – rozwinięcie umożliwiające m.in. przesyłanie znacznika czasu sygnałów.
6. Profibus PA – podobny do Foundation Fieldbus, lecz bardziej ubogi protokół cyfrowy, obejmujący jednak większą liczbę urządzeń.
7. Modbus RTU i ASCI
8. Modbus TCP/IP
9. DeviceNet
10. AS-i.

## Standardy komunikacyjne
- Standard OPC

## Producenci
Obecnie DCS-y oferowane są na rynku także przez firmy takie jak:
- Yokogawa – Centum VP
- Emerson – DeltaV, Ovation
- Invensys – I/A
- Siemens – PCS7, T2000, T3000
- Honeywell – Experion
- Valmet – Valmet DNA
- ABB – 800xA, Advant OCS, Procontrol, Symphony, Freelance
- General Electric – seria Mark
- Schneider Electric – PlantStruxure, Foxboro
- Alstom – Alspa
- Smar – SYSTEM302
- B&R – APROL
- Rockwell Automation – PlantPAx